# 淳于意

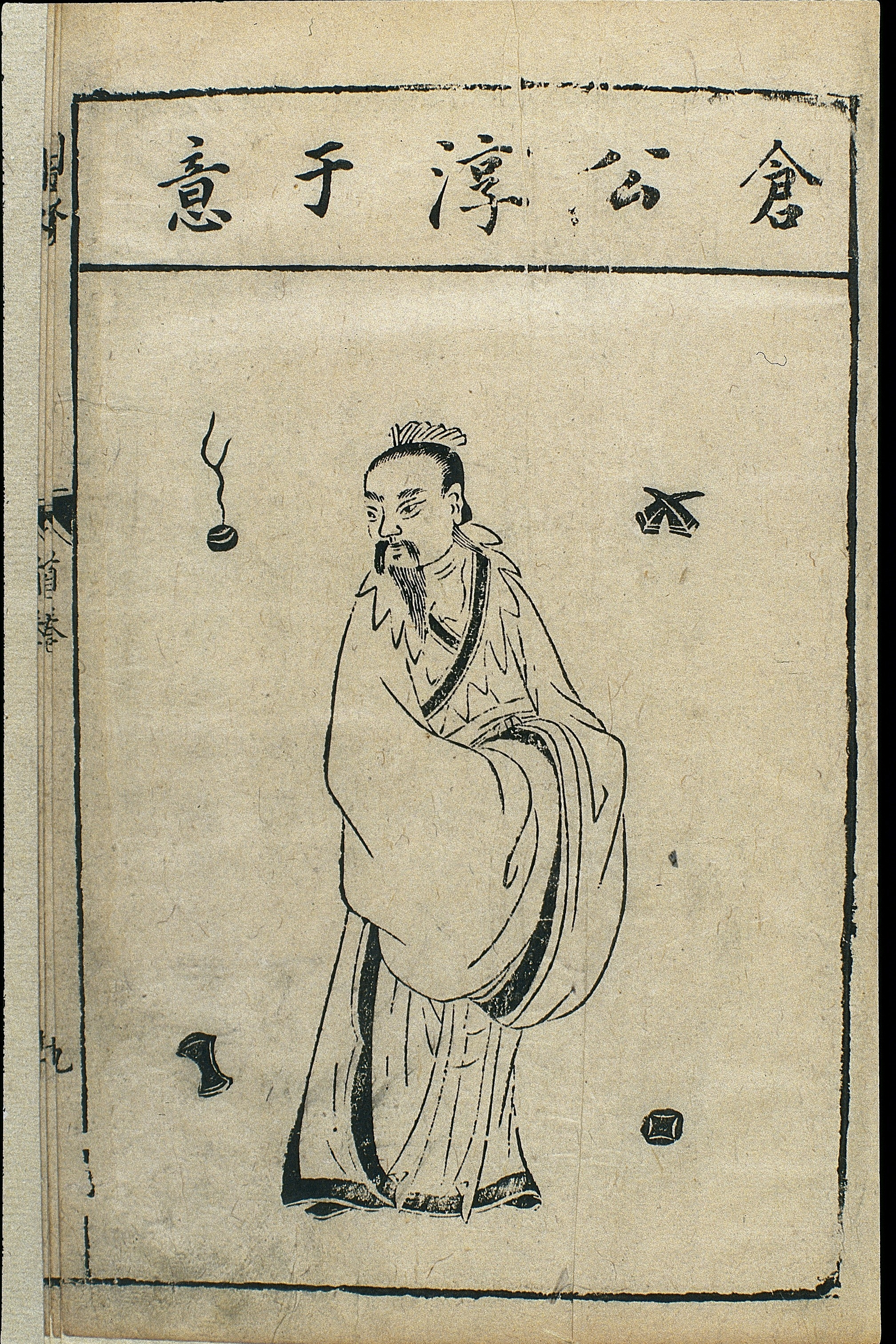
万历刻本《本草蒙筌》卷首历代名医图中的淳于意像，转绘自《医学源流》

淳于意（前205年—前150年），臨淄（今山東淄博）人，漢初著名醫學家，因其曾任太倉令（或曰太倉長），故世稱倉公。

## 生平
倉公曾拜公孫光為師，學習古代的醫學典籍和臨床經驗。公孫光又推薦倉公去向公乘陽慶學醫。公乘陽慶年邁無子，收倉公為徒後，將己藏的黃帝、扁鵲脈書傳授給他。數年後，倉公苦練得成，成為名醫。
倉公不喜奉承，不輕易為王公貴族治病，得罪了不少世家貴冑，「病家多怨之者」，後被顯貴誣告，倉公被判有罪，要到長安受刑。
倉公無子，生有五女，當朝廷詔其進京受刑時，他感傷「生女不生男，緩急無所益」，於是其幺女緹縈隨入京城、並上書皇帝，願以己身為官婢，以贖父罪。漢文帝受到感動，赦免了倉公，甚至廢除了肉刑。
倉公不吝其道，廣傳醫術，門下出了宋邑、高期、王禹、馮信、杜信、唐安以及齊丞相府的宦者平等人，是秦漢授徒數目相當不少的一位醫學人士。

## 延伸阅读
[在维基数据编辑]
 在维基文库阅读此作者作品
 《史記/卷105》，出自司馬遷《史記》